# Messier 65
Messier 65 (M65) även känd som NGC 3623, är en spiralgalax i stjärnbilden Lejonet och utgör tillsammans med grannarna M66 och NGC 3628 den lilla galaxgruppen Leotripletten. Messier 63 upptäcktes av Charles Messier och fanns med i hans Messier Objects-lista. William Henry Smyth tillskrev dock oavsiktligt upptäckten till Pierre Méchain i sitt populärastronomiska verk A Cycle of Celestial Objects från 1800-talet (med texten "They [M65 and M66] were pointed out by Méchain to Messier in 1780"). Detta fel upptäcktes i sin tur av Kenneth Glyn Jones i Messier's Nebulae and Star Clusters, men felet har sedan dess trots detta förts vidare till ett antal andra böcker av en rad olika författare.

## Egenskaper
Messier 65 har ett lågt innehåll av stoft och gas och det är  liten omfattning av stjärnbildning i den, även om det har tillkommit några nya stjärnor relativt nyligen i spiralarmarna. Förhållandet mellan gamla stjärnor och nya stjärnor är på motsvarande sätt ganska högt. I de flesta våglängder är den ganska ointressant, även om det finns en radiokälla synlig i NVSS, förskjuten från kärnan med cirka två bågminuter. Källans identitet är osäker, eftersom den inte har identifierats visuellt eller formellt rapporterats i några publicerade artiklar.
Sedd för blotta ögat verkar M65:s galaxskiva något skev, och dess relativt nya utbrott av stjärnbildning tyder också på vissa yttre störningar. Rots (1978) antyder att de två andra galaxerna i Leo Triplet interagerade med varandra för ca 800 miljoner år sedan. Ny forskning av Zhiyu Duan tyder på att Messier 65 också kan ha interagerat, men mycket svagare. Han noterar också att Messier 65 kan ha en central stav - det är dock svårt att verifiera eftersom galaxen ses från en sned vinkel - en funktion som tyder på tidvattenstörning.

## Galleri

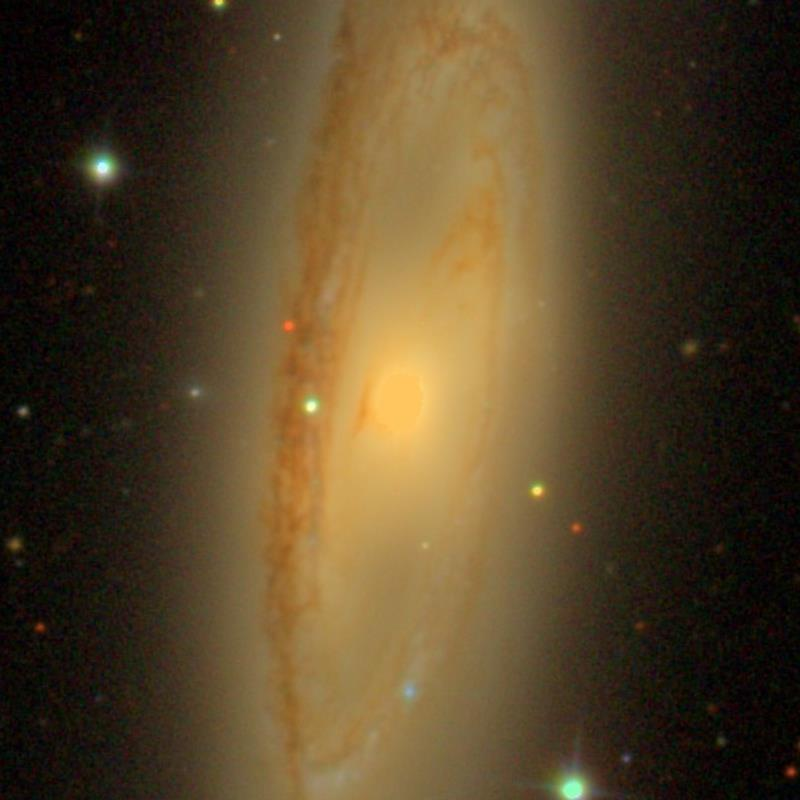
Messier 65 av Sloan Digital Sky Survey
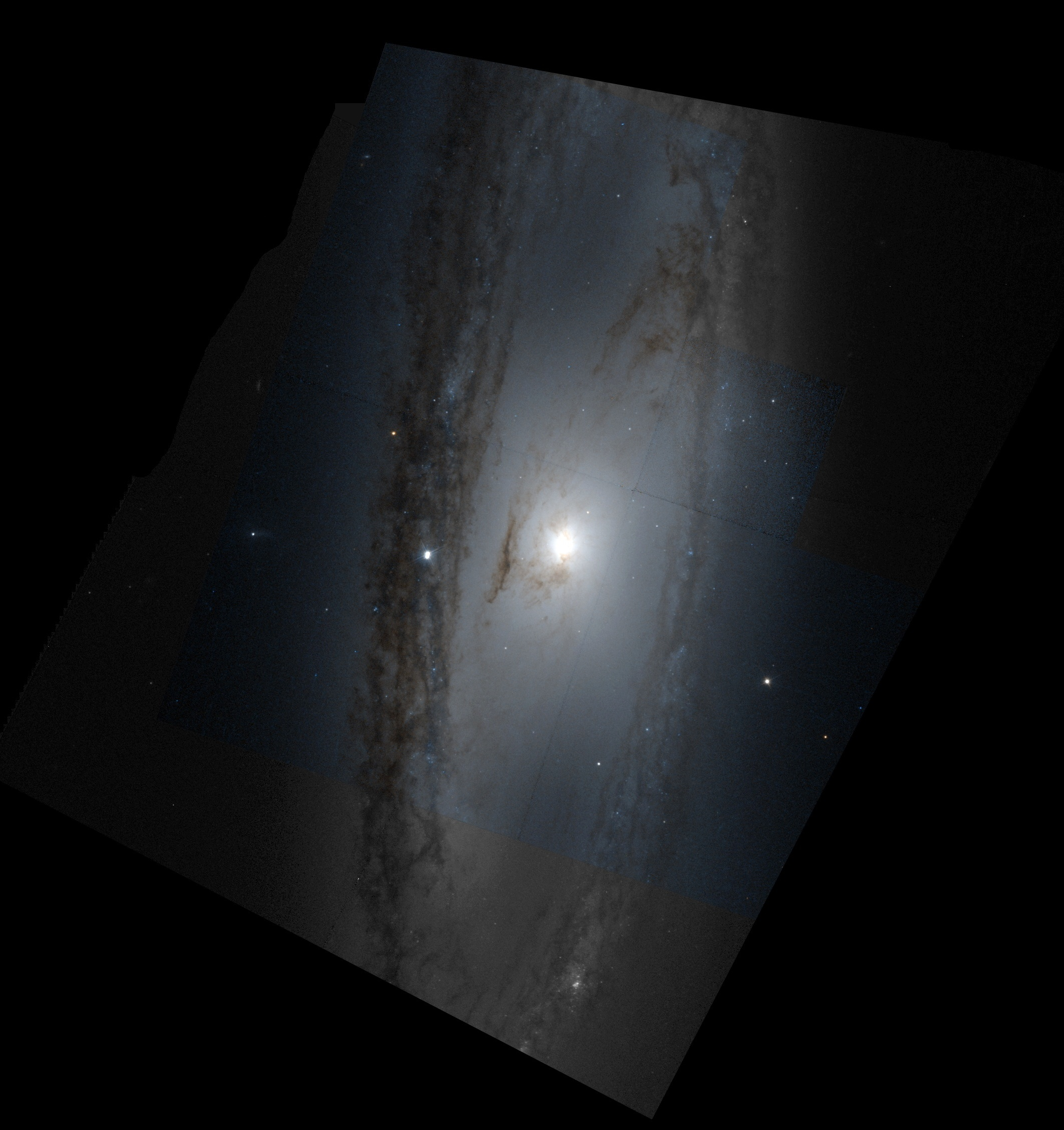
M65 av Hubble Space Telescope
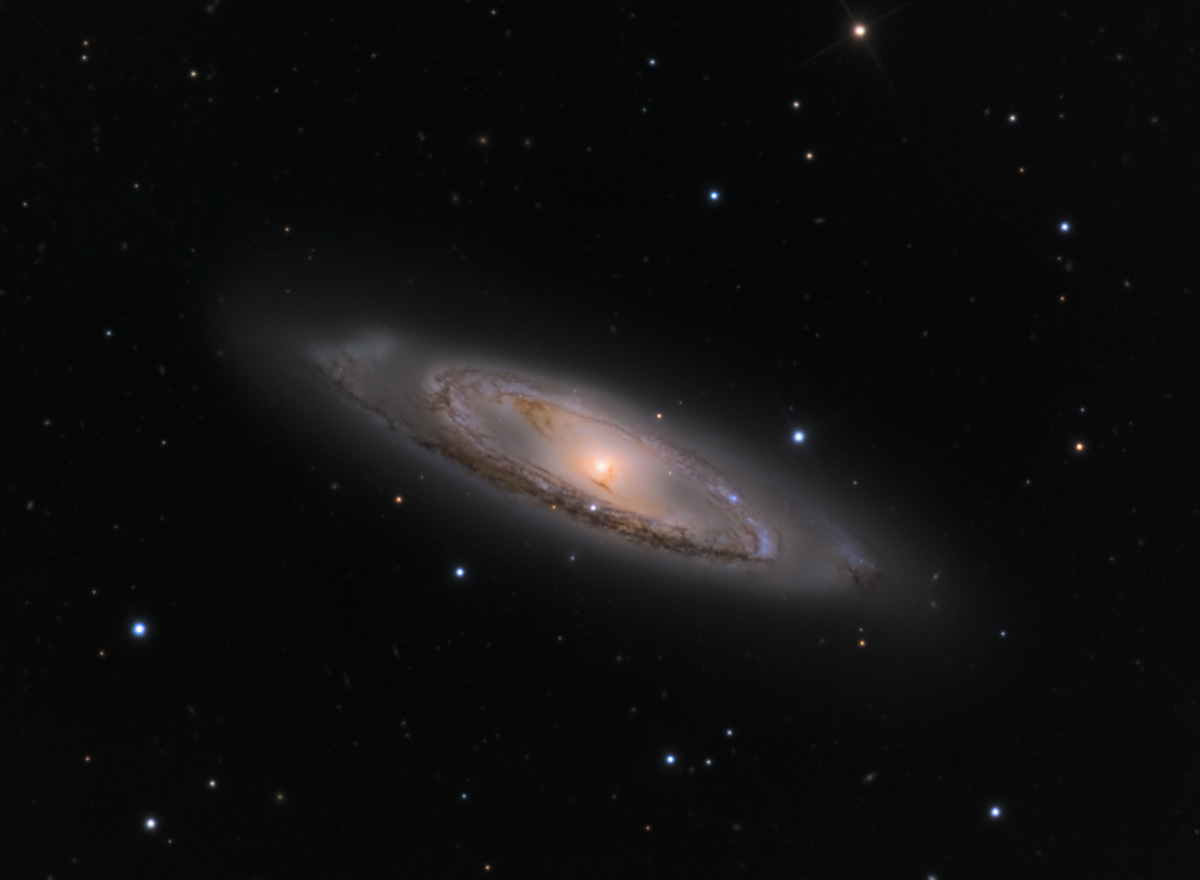
M65 avbildad vid Mount Lemmon Observatory
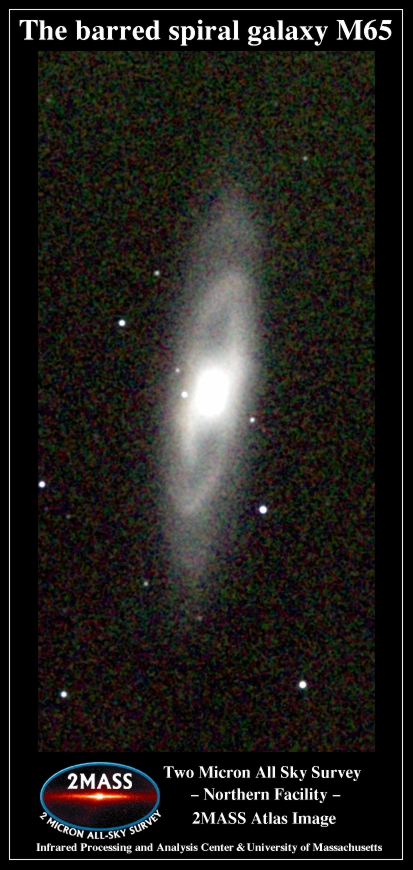
Messier 65 av 2MASS
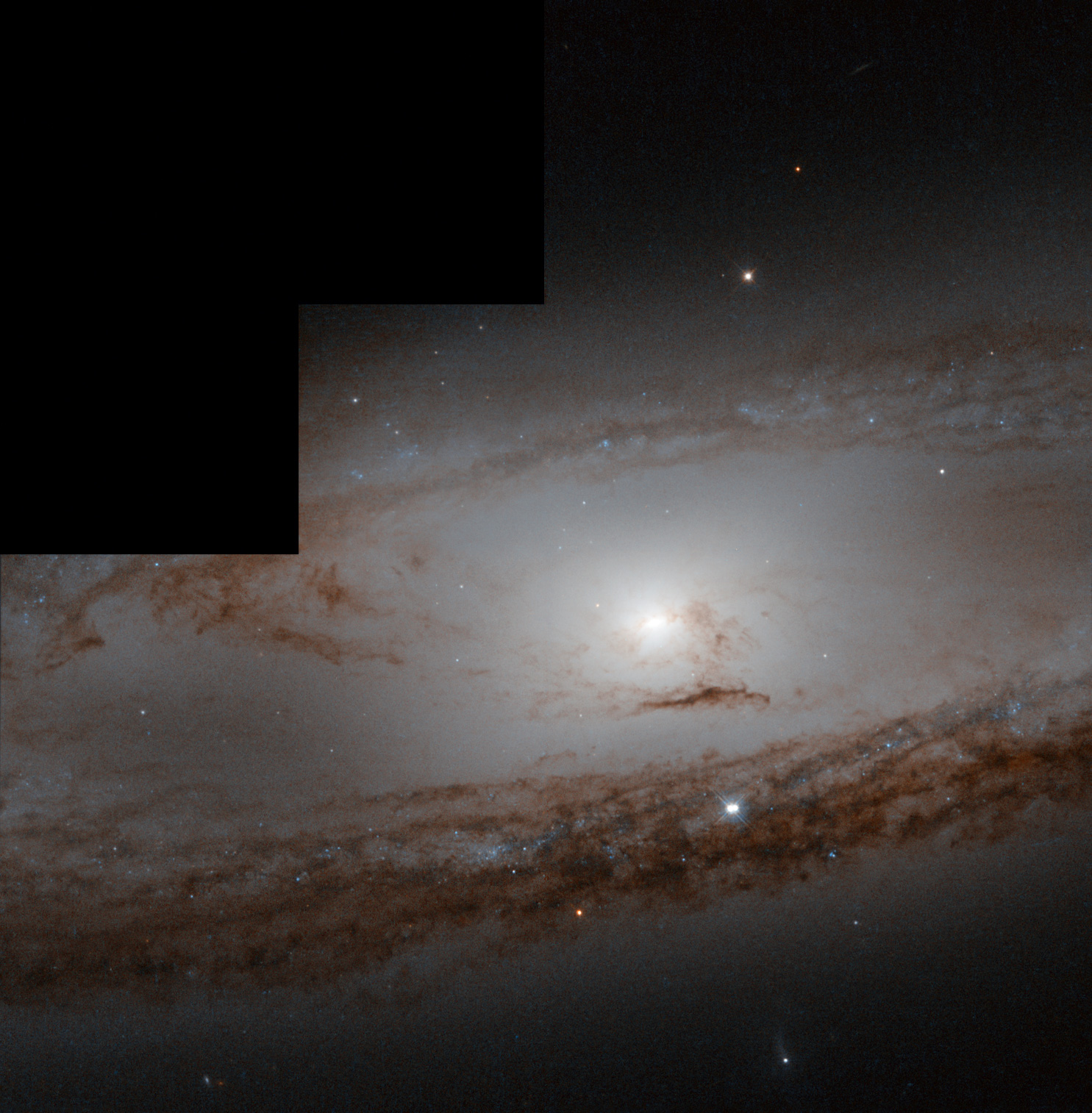